# Gambara
 Denne artikel omhandler byen Gambara. Der er også andre byer med dette navn, se Gambara (by).
Gambara er navnet på langobardernes (Winnili/Vinniler) mytiske tidlige dronning eller sibylle. Hun nævnes i manuskriptet Origo Gentis Langobardorum (7. århundrede) som igen refereres af Paulus Diaconus i hans bog om langobardernes historie Historia gentis Langobardorum (sidst 8. århundrede). Gambara er mor til de to (ligeledes mytiske) konger Ibor og Aio og hjælper langobarderne besejre vandalerne ved at bede Freja hjælpe Odin med at give dem sejr over dem. 